# Dyopedos spinosus
Dyopedos spinosus är en kräftdjursart som först beskrevs av Knud Hensch Stephensen 1944.  Dyopedos spinosus ingår i släktet Dyopedos och familjen Podoceridae. Inga underarter finns listade i Catalogue of Life.